# Доменік Марафіоте
Доменік Марафіоте (англ. Domenic Marafiote; нар. 7 квітня 1981) — колишній австралійський тенісист.
Найвищу одиночну позицію світового рейтингу — 328 місце досяг 26 липня 2004, парну — 339 місце — 9 липня 2001 року.

## Титули ITF Ф'ючерс

### Одиночний розряд: (3)
| Ранг | Дата     | Турнір                   | Покриття | Суперник         | Рахунок          |
| ---- | -------- | ------------------------ | -------- | ---------------- | ---------------- |
| 1.   | Сер 2003 | США F23, Годфрі          | Тверде   | Онода Мітіхіса   | 6–3, 6–7(5), 6–3 |
| 2.   | Лис 2003 | Австралія F6, Barmera    | Трава    | Шеннон Неттл     | 6–1, 6–2         |
| 3.   | Бер 2004 | Нова Зеландія F1, Бленім | Тверде   | Герберт Вільчніґ | 4–6, 6–0, 7–6(2) |

### Парний розряд: (8)
| Ранг | Дата     | Турнір                      | Покриття | Партнер      | Суперники                                    | Рахунок          |
| ---- | -------- | --------------------------- | -------- | ------------ | -------------------------------------------- | ---------------- |
| 1.   | Жов 1999 | Австралія F1, Beaumaris     | Ґрунт    | Тім Крічтон  | Вен Еллвуд Деян Петрович (тенісист)          | 7–6, 6–3         |
| 2.   | Лип 2000 | Франція F15, Екс-ле-Бен     | Ґрунт    | Люк Буржуа   | Серхі Дуран Давід Марреро                    | 5–4(5), 4–2, 4–2 |
| 3.   | Кві 2001 | КНР F1, Куньмін             | Тверде   | Ешлі Форд    | Акіра Мацусіта Онода Мітіхіса                | 6–2, 6–4         |
| 4.   | Вер 2001 | Японія F8, Каваґуті         | Тверде   | Ешлі Форд    | Чаен Тецуя Івамі Тасуку                      | 6–1, 6–3         |
| 5.   | Чер 2003 | Іспанія F11, Лансароте      | Тверде   | Іво Клець    | Рафаель Морено-Негрін Ферран Вентура-Мартель | 6–3, 6–4         |
| 6.   | Чер 2003 | Іспанія F12, Гран-Канарія   | Ґрунт    | Іво Клець    | Цзен Шаосюань Чжу Беньцян                    | 6–4, 5–7, 7–6(1) |
| 7.   | Сер 2003 | США F24, Кеноша (Вісконсин) | Тверде   | Адам Кеннеді | Харш Манкад Вішал Уппал                      | 4–6, 6–3, 7–6(5) |
| 8.   | Тра 2005 | Таїланд F3, Пхукет          | Тверде   | Майкл Яні    | Філліп Кінг Тревор Спраклін                  | 6–7(4), 6–4, 6–4 |